# International Music Score Library Project
Az International Music Score Library Project (IMSLP) – most már Petrucci Music Library-ként is ismert Ottaviano Petrucci után – egy projekt egy virtuális kottatár elkészítésére, olyan kottákkal, melyek közkincsnek minősülnek. Az oldal a wiki elvén működik. 2006. február 16-ai nyitása óta több mint 42000 kotta került feltöltésre több mint 2500 zeneszerzőtől, így válva a web legnagyobb közkincs kottagyűjteményévé. A projekt MediaWiki szoftvert használ, hogy a szerkesztőknek ismerős kinézetet nyújtson.